# 성암국제무역고등학교
성암국제무역고등학교(誠庵國際貿易高等學校)는 대한민국 서울특별시 강북구 미아동에 위치한 사립 고등학교이다.

## 학교 연혁
- 1922년 : 성암 손창원 선생(1860~1926)이 현 위치에 인창의숙 설립
- 1959년 : 소암 손희장 선생(1884~1966)이 계승, 학교법인 성암학원 설립
- 1960년 : 인창여자상업고등학교 개교, 초대 교장 일민 김대기 선생(1919~1973) 취임
- 1967년 : 성암여자중.상업고등학교로 교명 변경
- 1998년 : 성암여자정보산업고등학교로 교명 변경
- 2006년 : 서울특별시 교육청 지정 국제무역분야 특성화고 지정(미주무역과 3학급, 중국무역과 3학급, 일본무역과 2학급)
- 2007년 : 성암국제무역고등학교로 교명 인가
- 2022년 : 제8대 교장 서정교 선생 취임

## 설치 학과
미주무역과
중국무역과
일본무역과
국제문화콘텐츠과

## 참고 자료
현재 기숙사 운영하지 않음
- 성암국제무역고등학교 - 한국교육학술정보원 학교알리미